# Prievidza (distrikt)

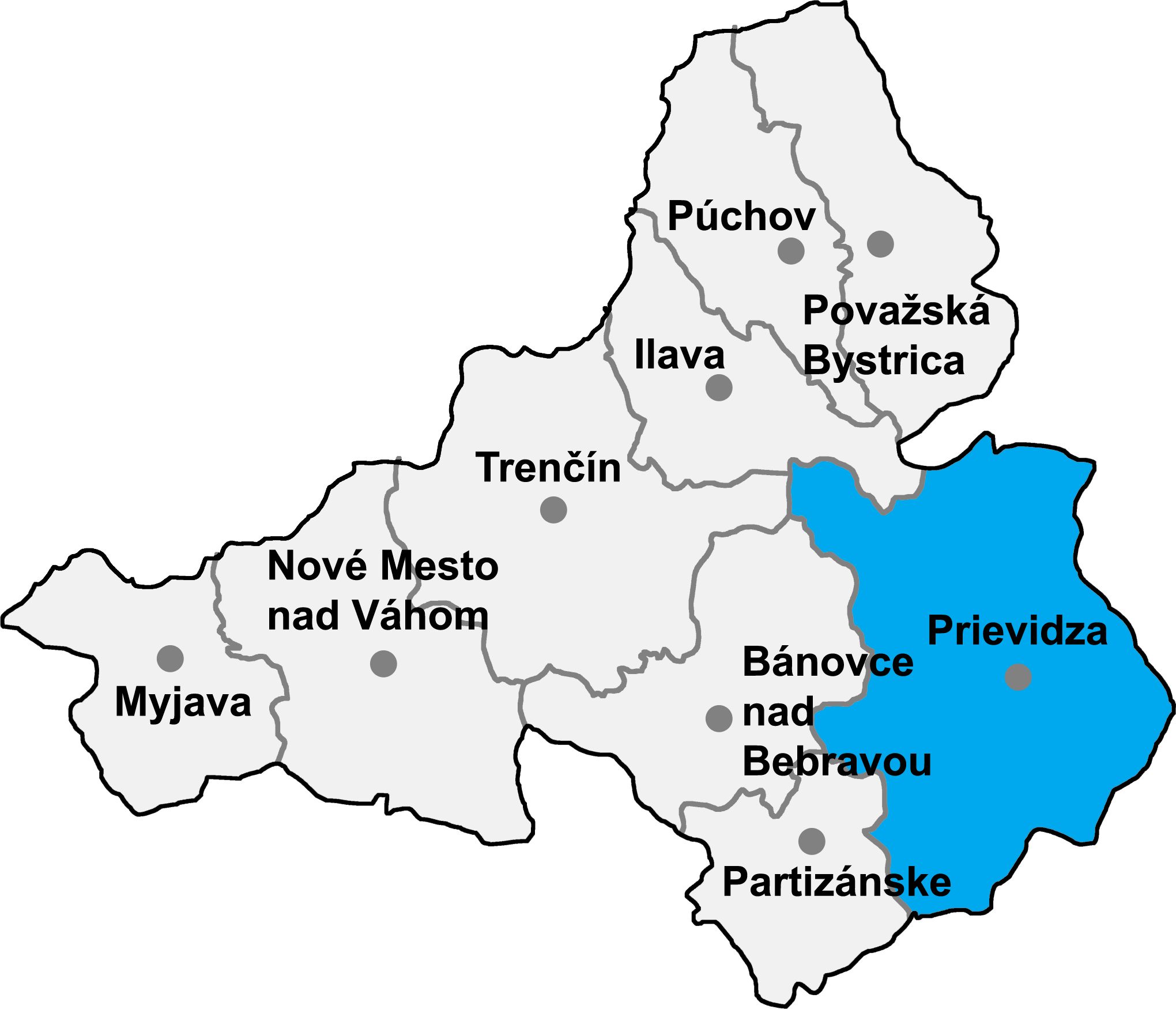
Distriktets läge i regionen Trenčín

Prievidza är ett distrikt i regionen Trenčín i nordvästra Slovakien. Distriktet har drygt 140 400 invånare.